# Kirchdorf (Berna)
Kirchdorf é uma comuna da Suíça, no Cantão Berna, com cerca de 841 habitantes. Estende-se por uma área de 6,1 km², de densidade populacional de 138 hab/km². Confina com as seguintes comunas: Burgistein, Gerzensee, Jaberg, Kienersrüti, Lohnstorf, Mühledorf, Mühlethurnen, Noflen, Uttigen, Wichtrach.
A língua oficial nesta comuna é o alemão.